# محمد أبوكار
محمد أبوكار (بالإنجليزية: Mohamed Abukar)‏ مواليد 1985 في سان دييغو، هو لاعب كرة سلة أمريكي. بدأ مسيرته الاحترافية في سنة 2007. يحمل الرقم 34. يبلغ طوله 6 قدم 10 بوصة (2.1 م).

## المسيرة الاحترافية
لعب مع بالاكانسترو كانتو في الدوري الإيطالي في سنة 2007، ثم لعب مع نادي أمستردام لكرة السلة في موسم 2007–2008، ثم لعب مع نادي أكاديميك لكرة السلة في سنة 2012، ثم لعب مع سبيرو شارلوروا في موسم 2013–2014.

## روابط خارجية
- محمد أبوكار على موقع كرة السلة الأوروبية.كوم (الإنجليزية)
- محمد أبوكار على موقع DraftExpress.com (الإنجليزية)
- محمد أبوكار على موقع كلية كرة السلة في سبورتس رفرنس.كوم (الإنجليزية)
- محمد أبوكار على موقع ريلجم (الإنجليزية)
- محمد أبوكار على موقع بروبوليرز (الإنجليزية)
- محمد أبوكار على موقع سبورتس رفرنس (الإنجليزية)
- محمد أبوكار على موقع سبورتس رفرنس (الإنجليزية)